# NGC 1257
NGC 1257 في الفهرس العام الجديد، هو نجم متعدد، يقع في كوكبة حامل رأس الغول، واكتشف في 19 أكتوبر 1884.

## روابط خارجية
- NGC 1257 على موقع ويكي سكاي: DSS2, SDSS, GALEX, IRAS, Hydrogen α, X-Ray, Astrophoto, Sky Map, Articles and images